# Е Сюнь
Е Цюнь (кит. трад. 叶群, упр. 葉群, пиньинь Yè Qún) (1917 — 13 сентября 1971) — жена маршалa КНР, китайского политического деятеля Линь Бяо.

## Юность
Е Цюнь родилась в Пекине; её предки были родом из уезда Миньхоу провинции Фуцзянь. В 1935 году Е Цюнь окончила среднюю школу, прикреплённую к педагогическому университету Пекина. В том же году она принимала участие в антияпонских демонстрациях, а в начале китайско-японской войны вступила в ряды молодёжного движения под управлением Гоминьданa. В 1938 году Е Цюнь вступила в коммунистическую партию Китая.

## Семья
В 1943 году Е Цюнь стала третьей женой китайского политика Линь Бяо. У них родились трое детей: дочери Линь Лихэн и Линь Доудоу, и сын — Линь Лиго, также известный под прозвищем «Тигр». Мужа Е Цюнь обычно называла полученным им во время войны кодовым именем «101».

## Политическая карьера
После прихода к власти коммунистической партии Китая в 1949 году Е Цюнь заняла должность секретаря Линь Бяо. С этого времени она начала активно участвовать в политической деятельности. В 1965 году она оказывала поддержку мужу при снятии с поста главного конкурента Линь Бяо — начальника Генерального штаба Народно-освободительной армии Китая Ло Жуйцина. В декабре 1965 года она участвовала в заседании политбюро, хотя и не являлась членом Центрального Комитета КПК и в общей сложности 10 часов перечисляла все проступки Ло Жуйцина, который, по её словам, перевирал мысли и высказывания Мао Цзэдун и пытался лишить Линь Бяо власти.
В 1967 году Е Цюнь стала членом группы «культурной революции в армии», а после и её лидером. В том же году она стала одним из основателей центральной военной комиссии. Два года спустя, в 1969 году на IX съезде КПК она была избрана членом Центрального Комитета КПК, членом Политбюро ЦК КПК и председателем администрации центральной военной комиссии.

## Гибель
Во время культурной революции обстановка между группировкой Цзян Цин, жены Мао Цзэдуна, и Линь Бяо накалялась. Предположительно, в начале 1971 года именно Е Цюнь попросила своего сына Линь Лиго убить Мао Цзэдуна во время его поездки в Шанхай. Попытка провалилась, так как Мао внезапно изменил свои планы и вернулся вечером 12 сентября в Пекин. Е Цюнь и Линь Бяо заподозрили, что Мао Цзэдун раскрыл их планы, и решили сбежать в Советский Союз. Предположительно, боясь потерять время, они вместе со своим сыном вылетели на недозаправленном самолёте и через два часа после вылета разбились над Монголией. В этой катастрофе, кроме Е Цюнь с мужем и их сына Линь Лиго, погибло ещё 9 человек.
20 августа 1973 года ЦК Компартии Китая исключил Е Цюнь из своих рядов.